# 19495 Terentyeva
19495 Terentyeva este un asteroid din centura principală de asteroizi.

## Descriere
19495 Terentyeva este un asteroid din centura principală de asteroizi. A fost descoperit pe 23 mai 1998 la Stația Anderson Mesa în cadrul programului LONEOS. Asteroidul prezintă o orbită caracterizată de o semiaxă mare de 2,55 ua, o excentricitate de 0,07 și o înclinație de 15,9° în raport cu ecliptica.